# Mason Parris
Mason Mark Parris (9 de septiembre de 1999) es un deportista estadounidense que compite en lucha libre. Ganó una medalla de bronce en el Campeonato Mundial de Lucha de 2023 y una medalla de oro en los Juegos Panamericanos de 2023, en la categoría de 125 kg.

## Palmarés internacional
| Campeonato Mundial   | Campeonato Mundial | Campeonato Mundial | Campeonato Mundial |
| Año                  | Lugar              | Medalla            | Categoría          |
| -------------------- | ------------------ | ------------------ | ------------------ |
| 2023                 | Belgrado (Serbia)  | Medalla de bronce  | 125 kg             |
| Juegos Panamericanos |                    |                    |                    |
| Año                  | Lugar              | Medalla            | Categoría          |
| 2023                 | Santiago (Chile)   | Medalla de oro     | 125 kg             |